# 손발 자전거

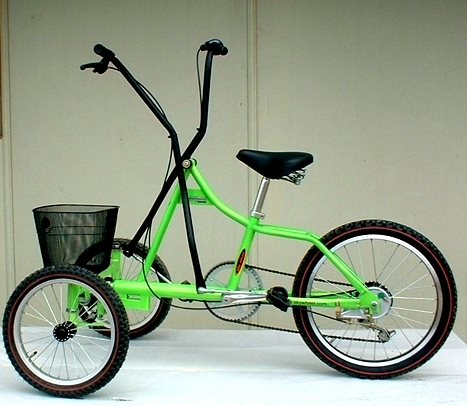
손발 자전거

손발 자전거(Hand & Foot Bike)는 손과 발 모두를 이용하여 전진하는 자전거이다.
사람이 네발 짐승보다 달리는 면에서는 뒤지는 것과 같이 손과 발을 모두 이용하여 달릴 수 있는 자전거를 만들면 기존의 발로만 달리는 자전거보다 유리하지 않을까 하는 생각에서 여러 발명가들이 관심을 가지고 개발하여 왔으나 여태까지는 손으로 방향전환을 하면서 구동을 도와주는 방식(pedaled with arm assist bike)으로 손이 전진에 기여하는 역할이 적어 상용화 되는데 제약이 있었다.
최근에는 자동조향장치를 이용하여 손과 발은 모두 전진하는 용도로만 사용되고 방향전환은 몸의 중심이동을 통하여 이루어지는 손발 자전거들이 개발되었다.
이 방식의 손발 자전거들은 배우기 쉽고 빠르며 장거리 운행에 유리하고 전신운동이 되며 지체장애인들이 자전거를 타면서 재활운동도 할 수 있는 2인승 자전거를 비롯하여 손발이인승(tandem) 및 누워타는 리컴번트(recumbent)형, 이륜, 삼륜 손발자전거 등이 있다.

## 종류
- 이인승[6] 손발 자전거(tandem hand & foot bike).
- 누워타는[7] 손발 자전거(recumbent hand & foot bike).
- 이륜 손발[8] 자전거(hand & foot bicycle).
- 삼륜 손발 자전거(hand & foot trike)[9].